# Distretto di Gwangjin
Gwangjin (Hangŭl: 광진구; Hanja: 廣津區) è un distretto di Seul. Ha una superficie di 23,92 km² e una popolazione di 368.021 abitanti al 2010.